# Andrea Nahles
Andrea Nahles (født 20. juni 1970) er en tysk politiker.
Nahles var partileder for SPD fra 22. april 2018 til 3. juni 2019.